# Habenaria falcatopetala
Habenaria falcatopetala là một loài thực vật có hoa trong họ Lan. Loài này được Seidenf. mô tả khoa học đầu tiên năm 1977.